# Montes Wrangell

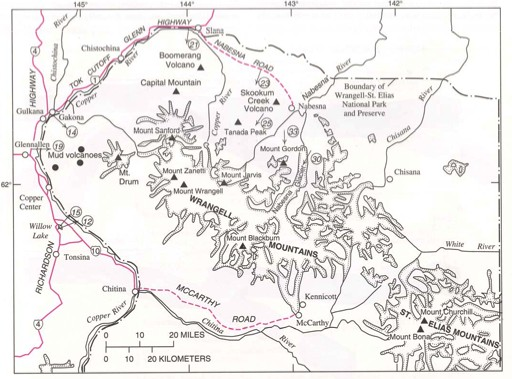
Mapa dos montes Wrangell

Os montes Wrangell são uma cordilheira no leste do Alasca, Estados Unidos, onde se encontram o segundo e o terceiro vulcões mais altos do país: o Monte Blackburn e o Monte Sanford. A cadeia tomou o nome do Monte Wrangell, que é o maior vulcão em escudo do mundo.

## Principais cumes
- Monte Blackburn - 4996 m
- Monte Sanford - 4949 m
- Monte Wrangell - 4317 m
- Atna Peaks - 4225 m
- Monte Regal - 4220 m
- Monte Jarvis - 4091 m
- Parka Peak - 4048 m
- Monte Zanetti - 3965 m